# بايرون ستيوارت
بايرون ستيوارت (بالإنجليزية: Byron Stewart)‏ هو ممثل أمريكي، ولد في 1 مايو 1956 بباكستر سبرينغز في الولايات المتحدة.

## وصلات خارجية
- بايرون ستيوارت على موقع IMDb (الإنجليزية)
- بايرون ستيوارت على موقع أول موفي (الإنجليزية)
- بايرون ستيوارت على موقع قاعدة بيانات الأفلام السويدية (السويدية)
- بايرون ستيوارت على موقع إن إن دي بي (الإنجليزية)
- بايرون ستيوارت على موقع قاعدة بيانات الفيلم (الإنجليزية)
- بايرون ستيوارت على موقع كينوبويسك (الروسية)